# Đào Thị Hồng Nhung
Đào Thị Hồng Nhung (sinh ngày 14 tháng 6 năm 1999 tại Thuận Thiên, Kiến Thụy, Hải Phòng) là một vận động viên võ gậy người Việt Nam. Trong suốt sự nghiệp thi đấu của mình, Nhung giành được 8 huy chương vàng, bạc và 2 huy chương đồng trên mọi đấu trường. Trong số đó là tấm huy chương vàng cá nhân tại SEA Games 30 ở hạng cân dưới 60 kg dành cho nữ.